# 貞惠皇后 (金朝)
貞惠皇后烏古論氏（？—？），金穆宗完顏盈歌妻。
烏古論氏事跡不詳，只知其弟撻懶曾造金世祖的反，又被阿注阿的叛軍劫持過，後於天會十五年（1137年），金熙宗追上諡號為貞惠皇后。

## 延伸阅读
[在维基数据编辑]
 《金史·卷63》，出自脱脱《遼史》